# El·lenbergerita
L'el·lenbergerita és un mineral de la classe dels silicats. Rep el seu nom en honor de François Ellenberger (1915-2000), Professor de Geologia Estructural a la Universitat de la Sorbona, París, pel seu treball als Alps occidentals.

## Característiques
L'el·lenbergerita és un silicat de fórmula química Mg₆(Mg,Ti,Zr,◻)₂(Al,Mg)₆Si₈O28(OH)10. Va ser aprovada com a espècie vàlida per l'Associació Mineralògica Internacional l'any 1984. Cristal·litza en el sistema hexagonal. La seva duresa a l'escala de Mohs és 6,5. És una espècie estretament relacionada amb la fosfoel·lenbergerita.
Segons la classificació de Nickel-Strunz, l'el·lenbergerita pertany a «9.AF - Nesosilicats amb anions addicionals; cations en [4], [5] i/o només coordinació [6]» juntament amb els següents minerals: sil·limanita, andalucita, kanonaïta, cianita, mullita, krieselita, boromullita, yoderita, magnesiostaurolita, estaurolita, zincostaurolita, topazi, norbergita, al·leghanyita, condrodita, reinhardbraunsita, kumtyubeïta, hidroxilcondrodita, humita, manganhumita, clinohumita, sonolita, hidroxilclinohumita, leucofenicita, ribbeïta, jerrygibbsita, franciscanita, örebroïta, welinita, sismondita, magnesiocloritoide, ottrelita, poldervaartita i olmiïta.

## Formació i jaciments
Va ser descoberta a Case Parigi, al municipi de Martiniana Po, ubicat a la Vall del Po, a la província de Cuneo, al Piemont, Itàlia. Es tracta de l'únic indret on ha estat trobada aquesta espècie mineral.